# Asiosilis parentalis
Asiosilis parentalis là một loài bọ cánh cứng trong họ Cantharidae. Loài này được Pic miêu tả khoa học năm 1910.